# Pseudocercospora cladosporioides
Pseudocercospora cladosporioides är en svampart som först beskrevs av Pier Andrea Saccardo, och fick sitt nu gällande namn av U. Braun 1993. Pseudocercospora cladosporioides ingår i släktet Pseudocercospora och familjen Mycosphaerellaceae.   Inga underarter finns listade i Catalogue of Life.